# Pytonormar
Pytonormar är en familj ormar. Det finns 33 arter av pytonorm, fördelade på åtta släkten.

## Utbredningsområde
Pytonormarna lever i Afrika, Australien, Kina, Indien och Sydostasien. Det finns även en introducerad invasiv population  av burmesisk pyton i Everglades nationalpark i USA.

## Några arter inom släktet pytonormar

### Nätpyton (Python reticulatus)
Nätpyton lever i Sydostasien och kan nå längder på uppåt åtta till tio meter. Den är därmed den längsta av alla ormarter. De flesta ormar i denna familj jagar genom att ligga och vänta i bakhåll på sitt byte. När bytet kommer inom räckhåll hugger ormen tag med sina bakåtkurvade tänder och kramar ihjäl bytet med hjälp av sin muskulösa kropp, tills bytet kvävs. Som nästan alla andra ormar sväljer den sedan bytet helt. Generellt brukar inte pytonormar attackera människor, men en stor pytonorm kan döda en vuxen människa. Storvuxna exemplar av nätpyton bör därför bemötas med stor försiktighet. I naturen håller den till i närheten av vattendrag, men har också påträffats mitt inne i stora städer.

## Fortplantning
Pytonormar är ovipariska. Honor brukar ruva sina ägg genom att ringla sig runt äggen, och utnyttjar friktionen från muskelrörelser för att höja äggens temperatur till en optimal nivå. 

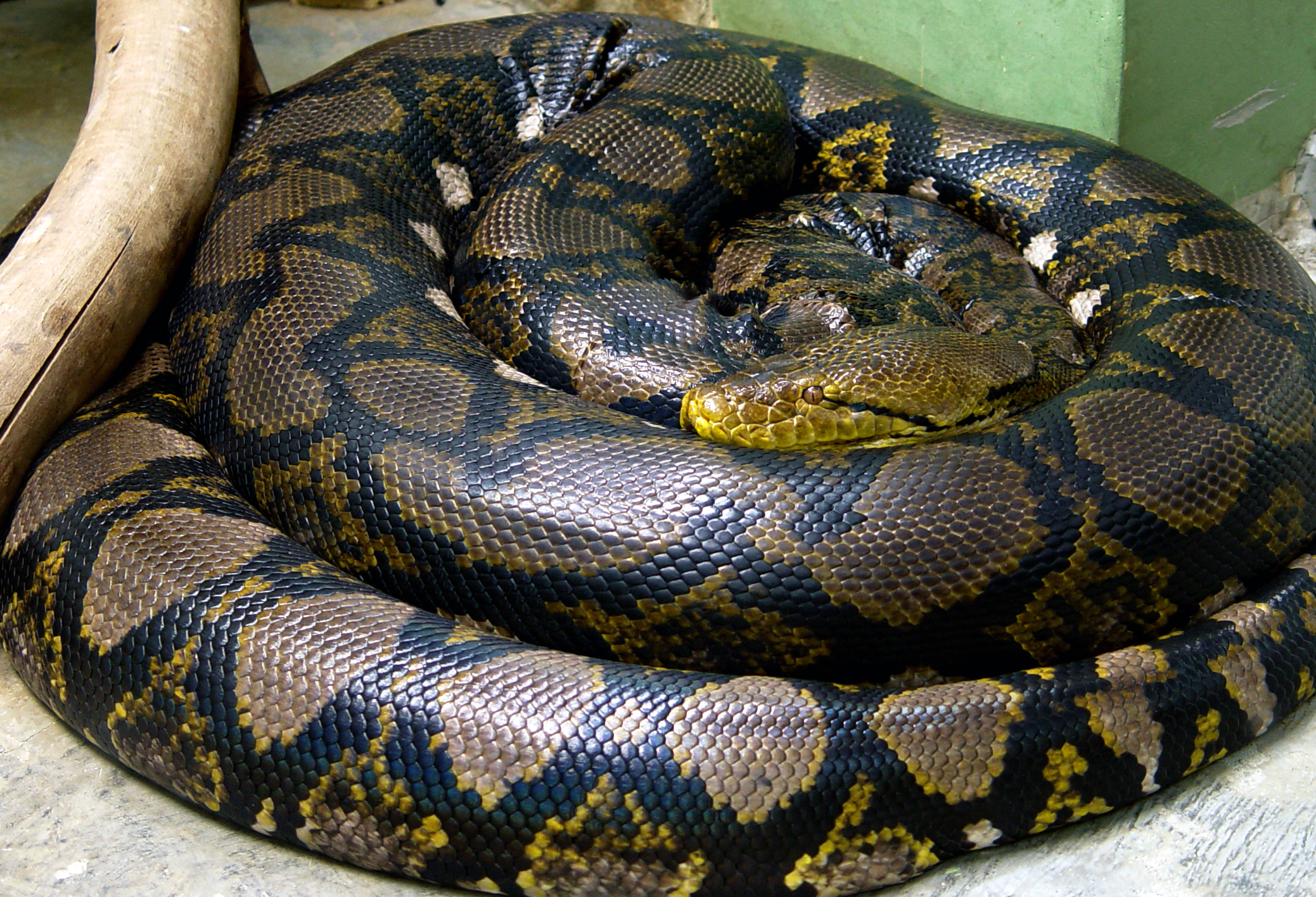
En nätpyton
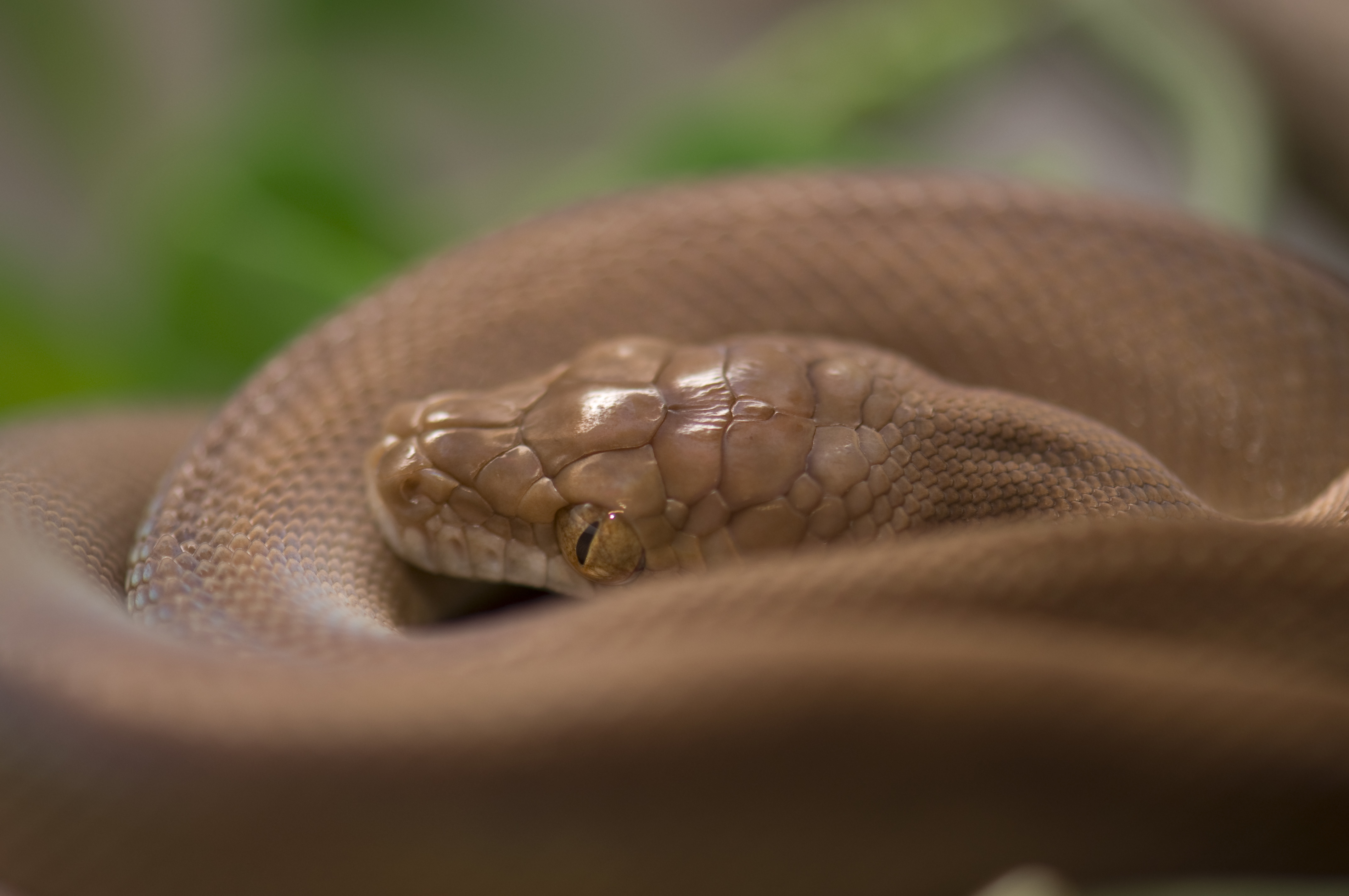
En Morelia nauta
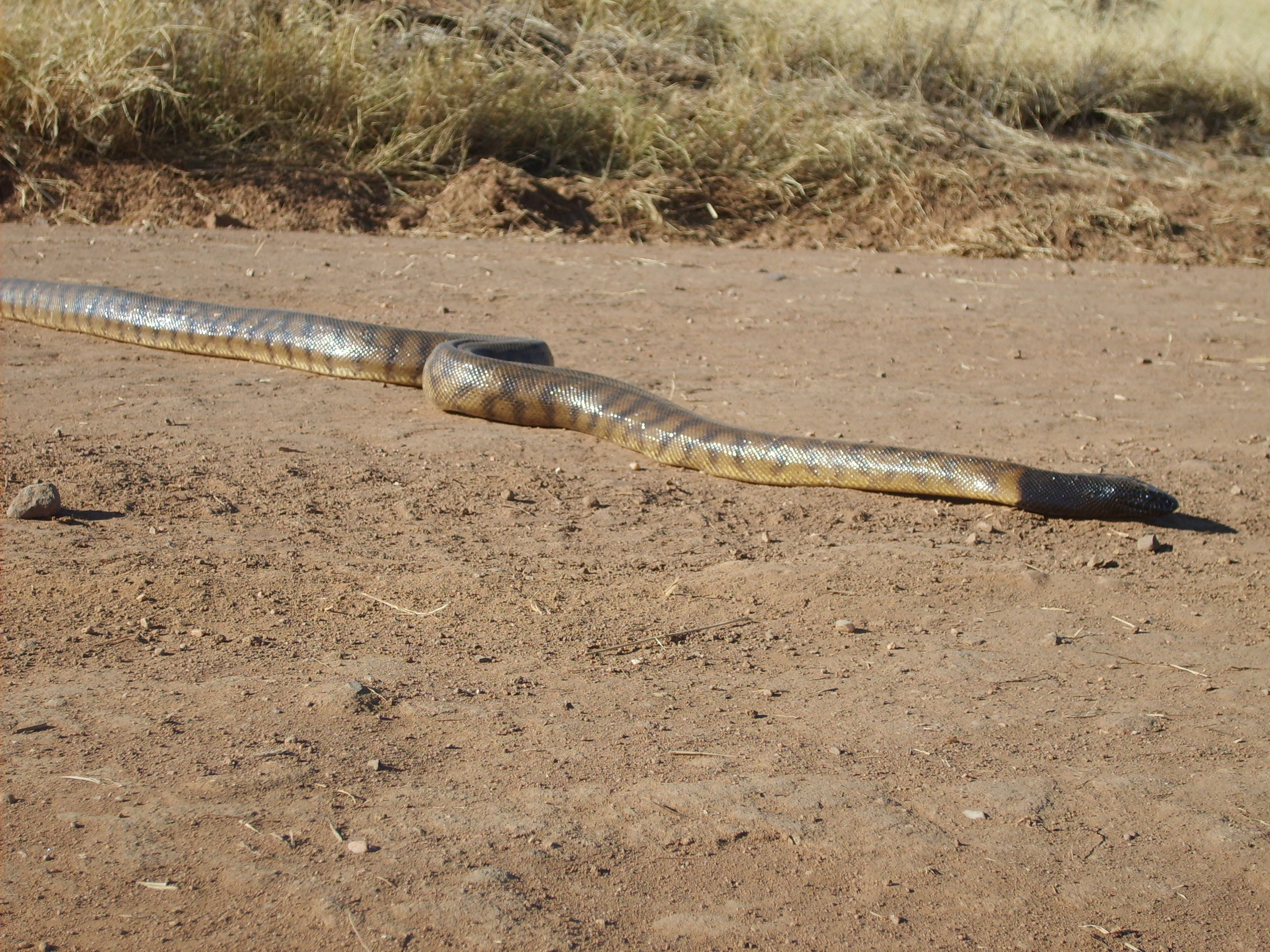
En svarthuvudpyton
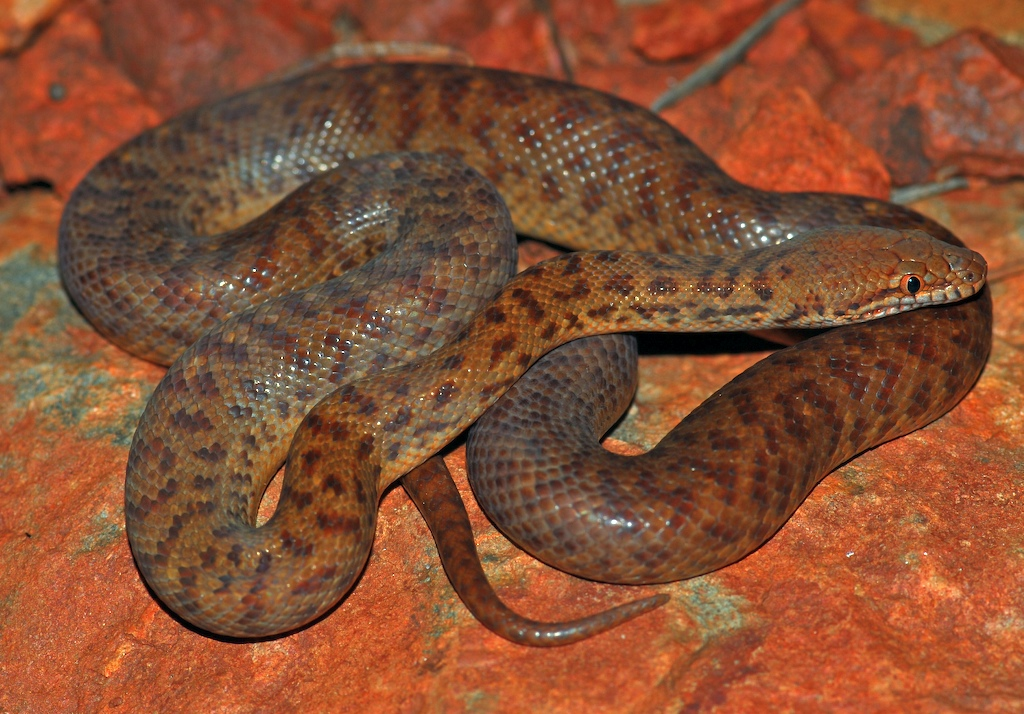
En Antaresia perthensis